# Guerra civile seleucide (147-137 a.C.)
La guerra civile seleucide del 147 - 137 a.C. fu un conflitto armato combattuto all'interno dell'impero seleucide, iniziato tra il sovrano regnante, Alessandro I Bala, che aveva conquistato il potere cacciando la dinastia seleucide, e l'erede dell'antica dinastia, Demetrio II Nicatore. Entrambi morirono però durante lo scontro e furono succeduti rispettivamente dal figlio Antioco VI e dal fratello Antioco VII; quest'ultimo riuscì a vincere, dopo che Antioco VI morì, forse ucciso dal suo generale Diodoto Trifone, autoproclamatosi sovrano al suo posto e sconfitto in battaglia.

## Antefatti
Nel 150 a.C., a seguito di una guerra civile, Alessandro I Bala era riuscito a conquistare il trono seleucide con la morte di Demetrio I Sotere; due figli di quest'ultimo, Demetrio II e Antioco VII, erano però fuggiti sull'isola di Creta, scampando all'uccisione di parenti e amici del vecchio sovrano. Il governo di Alessandro I si confermò in linea di massima in continuità con quello dei suoi predecessori, ma tra il 148 e il 147 a.C. il suo dominio fu messo in discussione dall'invasione dei Parti nella Media, la regione di Babilonia.

## Guerra

### Alessandro I, Demetrio II e Tolomeo VI (147-145 a.C.)
Demetrio II salpò quindi da Creta e arrivò in Cilicia nella primavera del 147 a.C. e appuntò un suo generale, Apollonio, stratego di Celesiria; questi cercò di attaccare i giudei di Gionata Maccabeo, alleato di Alessandro I, ma venendo sconfitto. In aiuto di Alessandro I arrivò il re d'Egitto Tolomeo VI, suo suocero, il quale invase tutta la Fenicia fino a Seleucia di Pieria; questa mossa svelò però che in realtà Tolomeo cercava di conquistare militarmente per sé la Siria, e i rapporti di amicizia tra i due sovrani terminarono. A quel punto Tolomeo condusse il suo esercito fino ad Antiochia e i due comandanti della città, Ierace e Diodoto, gli aprirono le porte e proclamarono Tolomeo re; è con la presa di Antiochia che Tolomeo si ricongiunse anche con sua figlia, Cleopatra Tea, e la fece divorziare da Alessandro I. Demetrio II e Tolomeo strinsero così un'alleanza contro Alessandro I, sigillata dal matrimonio di Cleopatra con Demetrio.
Alessandro, intanto, che si era rifugiato in Cilicia, aveva preventivamente mandato suo figlio, Antioco, presso un capo arabo, Zabdiel, per tenerlo lontano dal conflitto e organizzò un esercito. Le sue forze marciarono velocemente verso la capitale e si scontrarono con quelle di Tolomeo e Demetrio nella battaglia di Antiochia (145 a.C.), nella quale Alessandro fu sconfitto. A quel punto egli fuggì per trovare anche lui rifugio presso le popolazioni arabe, ma fu assassinato, o dallo stesso Zabdiel o da due suoi generali, che speravano così di ingraziarsi il nuovo sovrano. Il corpo del re fu portato ad Antiochia, ma Tolomeo, che era rimasto ferito durante la battaglia, morì dopo poco. Demetrio II rimase così l'unico sovrano dell'impero alla fine di quell'anno: epurò dapprima i propri ranghi dai fedeli di Alessandro I e poi ricacciò indietro le truppe egizie, spingendosi fino ai confini del regno tolemaico.

### Demetrio II, Antioco VI e la Giudea (145-142/141 a.C.)
Uno dei generali di Alessandro I, Diodoto (forse il vecchio comandante di Antiochia), riuscì a scampare all'epurazione e raggiunse i territori arabi, alleandosi con Zabdiel e proclamando re il giovane figlio di Alessandro, Antioco VII, di cui fu il tutore. Diverse parti dell'esercito di Demetrio II passarono con Diodoto e questi passò subito all'attacco, conquistando nel 144 a.C. Antiochia e Apamea, che divenne la sua base operativa; Demetrio fu così costretto alla ritirata e si stabilì a Seleucia di Pieria. L'impero rimase così diviso nella sua parte occidentale sulle coste del Mediterraneo, mentre i confini orientali della Media furono attaccati dai Parti, che riuscirono a conquistare Babilonia nel 141 a.C.
Intanto, però, un ruolo significativo fu giocato dai Giudei: Diodoto aveva cercato un accordo con Gionata Maccabeo, ma questi procedette invece alla conquista della parte meridionale dell'impero seleucide. Diodoto organizzò allora una spedizione contro di loro e catturò Gionata, ma il fratello di questi, Simone, prese il comando; Diodoto marciò a sud per conquistare Gerusalemme, ma l'attacco non avvenne per condizioni meteorologiche avverse, e Gionata fu comunque giustiziato. Diodoto tornò allora a nord e fu a quel punto, tra il 142 e il 141 a.C. che Antioco VI morì, non si sa se ucciso da Diodoto stesso o morto durante un intervento chirurgico.

### Demetrio II, Trifone e Antioco VII (142/141-138/137 a.C.)
Diodoto a quel punto si autoproclamò re, assumendo il nome reale di Trifone, e le sue truppe lo seguirono. A questo punto in Giudea Simone cercò di acquistare più autonomia possibile per il proprio popolo e Demetrio II ne appoggiò le pretese, aiutandolo anche economicamente. Nel frattempo Demetrio stava preparando un esercito per la riconquista dell'Oriente e di Babilonia: la sua campagna iniziò e Trifone, approfittando della sua assenza, rafforzò il proprio potere nell'Occidente. La campagna partica di Demetrio risultò però un fallimento e lo stesso sovrano fu fatto prigioniero tra luglio e agosto del 138 a.C.; Trifone rimase così l'unico sovrano dell'impero, riuscendo a controllare buona parte dei suoi territori occidentali e della Cilicia.
A quel punto il fratello minore di Demetrio II, Antioco VII, salpò sulla costa della Fenicia, appoggiato dalle città di Sidone e Tiro. Il nuovo sovrano si assicurò l'appoggio dei Giudei mantenendo le promesse fatte loro dal fratello e avanzò verso nord, guadagnando l'appoggio di altre città come Damasco e Tarso; Trifone fu costretto ad abbandonare Antiochia, o perché le sue truppe cambiarono schieramento o perché furono cacciate con lui, e si ritirò verso sud, lungo la costa. Subì un assedio da parte di Antioco a Dor e scappò prima a Ortosia di Fenicia e infine ad Apamea. Qui subì un nuovo assedio e la città cadde tra la fine del 138 e l'inizio del 137 a.C.; Trifone morì, non è chiaro se per suicidio o se per un'esecuzione.

## Conseguenze
Antioco VII diventò quindi sovrano dell'impero seleucide e sposò Cleopatra Tea, moglie del fratello imprigionato dai Parti; sotto di lui l'impero conobbe un periodo di stabilità interna, che durò fino al 129 a.C., quando Antioco cadde in battaglia contro i Parti e Demetrio II, tornato in libertà, riprese il trono.